# اچ‌دی ۱۴۱۹۳۷
اچ‌دی ۱۴۱۹۳۷ یک ستاره است که در صورت فلکی ترازو قرار دارد.